# Société Nationale des Chemins de Fer Français
A SNCF, ou Société Nationale des Chemins de fer Français é uma das principais empresas públicas francesas. Ela exerce uma atividade dupla: por um lado, é uma empresa ferroviária encarregada da exploração comercial dos serviços de transporte ferroviário de passageiros e de mercadorias; e por outro, é encarregada da exploração e da manutenção da rede férrea nacional francesa, por intermédio do SNCF Réseau.

## Características
Ela emprega aproximadamente 250 000 pessoas (dados de 2013). A rede ferroviária conta com aproximadamente 32 000 km de linhas, dos quais 1 500 km de linhas a alta velocidade (ver TGV) e 14 500 km de linhas elétricas. Ela faz circular em média 14 000 trens por dia. Seu presidente é Jean-Pierre Farandou.

## Organização
Depois das recentes reorganizações de 2014 e 2015, o grupo SNCF passou a ter a seguinte organização:
- ÉPIC SNCF
  - SNCF Immobilier
- ÉPIC SNCF Réseau
  - SNCF Réseau
- ÉPIC SNCF Mobilités
  - SNCF Voyageurs
  - SNCF Keolis.
  - SNCF Logistique